# ليو روبرتس
ليو روبرتس (بالإنجليزية: Lew Roberts)‏ هو لاعب كرة قدم أسترالية ومدرب رياضي أسترالي، ولد في 2 أبريل 1918 في Dublin, South Australia ‏ في أستراليا، وتوفي في 3 مارس 2001.

## وصلات خارجية
- ليو روبرتس على موقع AustralianFootball.com (الإنجليزية)